# 义兴站
义兴站位于中华人民共和国安徽省合肥市包河区繁华大道与北京路交叉口地下，是合肥轨道交通5号线的地铁车站。

## 车站结构
义兴站位于繁华大道与北京路交叉口，沿繁华大道东西向布置，车站为地下两层单柱双跨岛式车站，站台宽度12m。